# فريدل لوتس
فريدل لوتس (بالألمانية: Friedel Lutz)‏ (مواليد 21 يناير 1939) هو لاعب كرة قدم. لعب مع منتخب ألمانيا الغربية لكرة القدم. سبق له أن لعب في كأس العالم لكرة القدم مع منتخب بلاده.

## روابط خارجية
- فريدل لوتس على موقع الاتحاد الدولي (مؤرشف)  (الإنجليزية)
- فريدل لوتس على موقع قاعدة بيانات كرة القدم.إي يو (الإنجليزية)
- فريدل لوتس على موقع بيانات كرة القدم. دي إي (الألمانية)
- فريدل لوتس على موقع ناشيونال فوتبول تيمز (الإنجليزية)
- فريدل لوتس على موقع عالم كرة القدم.نت (الإنجليزية)